# 成格铁路
成格铁路是一条规划中的铁路，纳入了由中国铁道部编制的《中长期铁路网规划（2008年调整）》
。据初步规划，成格铁路起于四川成都，经马尔康、班玛、达日、玛多等地后到达青海格尔木的南山口车站。川青铁路预计将按单Ⅰ级电气化铁路建设，设计速度160公里/小时。